# Cassine australis
Cassine australis es un gran arbusto o pequeño árbol que crece desde  Tuross Heads (35° S) cerca de Moruya, Nueva Gales del Sur hasta la costa central de  Queensland. Se encuentra en bosques lluviosos de eucalyptus y áreas de ecotono, y en los litorales y bosques secos de Australia. Una forma inusual de hojas anchas crece en el parque nacional Monte Kaputar, cuestas occidentales cercanas a este y gargantas secas de mesetas.   
Es fácil de identificar por sus frutos rojos brillantes en el árbol o que ya se han caído. Nombres comunes incluyen Baya roja de olivo (Red Olive Berry), Ciruelo olivo de fruta roja (Red Fruited Olive Plum) y Cassine.
Por su fruto atractivo y su adecuado tamaño es muy apropiada como planta ornamental.

## Descripción
Crece a una altura de 8 m de alto y 20 cm de ancho. El tronco es recto y ligeramente rebordeado en la base. La corteza exterior es café oscura con pústulas, un poco arrugada en los árboles maduros.
Las hojas tienen bordes ondulados o dentados, opuestas en el tallo. A veces no son dentadas en el extremo basal. Las hojas son venosas, anchas, en forma de huevo o a veces largas y delgadas.
Las flores son de color verde pálido, sin aroma, con cuatro pétalos, creciendo en cimas, formándose de agosto a noviembre. El fruto es una drupa de color naranja brillante o roja, de 15 mm de largo. La cápsula interior contiene una o raramente dos semillas de forma puntiaguda. El fruto está maduro de marzo a julio. El fruto con frecuencia persiste en el árbol por muchos meses. La germinación de la semilla es lenta pero bastante confiable con una tasa del 25 % de éxito.